# NGC 5766
NGC 5766 (другие обозначения — ESO 580-50, MCG -3-38-24, IRAS14503-2111, PGC 53186) — галактика в созвездии Весы.
Этот объект входит в число перечисленных в оригинальной редакции «Нового общего каталога».